# Vertavillo
Vertavillo è un comune spagnolo di 216 abitanti situato nella comunità autonoma di Castiglia e León.